# Хайд, Мика
Мика Энтони Хайд (англ. Micah Anthony Hyde; родился 10 ноября 1974) — ямайский футболист английского происхождения, футбольный тренер.

## Биография
Родился в Уптон Парке, Лондон, округ Ньюхэм, он играл за молодёжную команду «Бримсдаун Роверс» вместе с Дэвидом Бекхэмом. Он присоединился к «Уотфорду» в 1997 году после ухода из «Кембридж Юнайтед». Сыграв более 200 матчей за «Уотфорд», он был продан в «Бернли» в середине 2004 года, забил в своём дебютном матче против «Шеффилд Юнайтед».
Хайд стал игроком основы в Чемпионшипе и основательно считался одним из наиболее постоянных исполнителей «Бернли» в последние два года. Его самоотверженная игра в центре поля сделала его регулярным игроком основного состава. В сезоне 2004/05 он вписал своё имя в историю «Бернли», когда забил уравнивающий гол в ворота «Блэкберн Роверс», конкурентов «Бернли» в игре кубка Англии. В конце сезона 2005/06 он был кандидатом на то, чтобы покинуть «Бернли» по иницивтиве тренера Стива Коттерилла вместе с тремя другими игроками: Гифтоном Ноэль-Уильямсом, Дэниэлем Карбассиюном и Дуэйном Кортни, но, благодаря усилиям Хайда в межсезонье, руководство «Барнли» решило продлить его контракт.
11 января 2007 года он перешёл в «Питерборо Юнайтед» за первоначальный взнос в размере £ 75000 плюс дополнительные £ 25000 в случае повышения «Питерборо» по итогам сезона. В сезоне 2008/09 Хайд передал капитанскую повязку «Питерборо» Крейгу Моргану. Тренер Даррен Фергюсон заявил, что причиной этого было то, что он собирался использовать Мику Хайда «более экономно». После матча кубка Англии против «Транмир Роверс» 29 ноября 2008 года было объявлено, что Хайд собирается разорвать контракт по обоюдному согласию после отказа в аренде «Барнет», «Ноттс Каунти» и «Стивенидж».
В декабре 2008 года тренер «Джиллингема», Марк Стимсон, хотел купить Хайда в январе в течение зимнего трансферного окна. Он подписал контракт с «Уокингом» до конца сезона 2008/09, 27 февраля. Он дебютировал днём позже в матче против «Бертон Альбион». Он был уволен после понижения «Уокинга» и подписал контракт на один год с «Барнетом» в июле 2009 года. Он забил свой первый гол за «Барнет» в матче кубка Англии против «Дарлингтона». Затем он забил свой первый гол за «Барнет» в чемпионате против «Олдершот Таун» в феврале 2010 года. 2 июня 2010 года на официальном сайте «Барнета» появилось объявление, что Хайд был уволен. Он подписал контракт с «Биллерики Таун» в июле. 
Он подписал контракт с «Сент-Олбанс Сити» в декабре 2011 года, где и завершил карьеру после окончания сезона.